# Poczajna (stacja metra)
Poczajna (ukr. Почайна) – jedna ze stacji kijowskiego metra na linii Obołonśko-Teremkiwśkiej. Została otwarta 19 grudnia 1980.
Znajduje się w dzielnicy Petriwka, w dzielnicy Padół, w pobliżu stacji kolejowej Poczajna.
Stacja znajduje się płytko pod ziemią i składa się z głównej sali z kolumnami. Ściany wzdłuż torów zostały pokryte żółtym marmurem i ozdobiona dwoma abstrakcyjnymi reliefami. Stacja dostępna jest przez tunele pasażerskie; północny prowadzi do placu Bohaterów UPA i alei Stepana Bandery, południowy – do stacji kolejowej Poczajna.
Przed zmianą nazwy w lutym 2018 roku stacja nazywała się Petriwka (ukr. Петрівка).